# Robert Lindsay, 29. Earl of Crawford

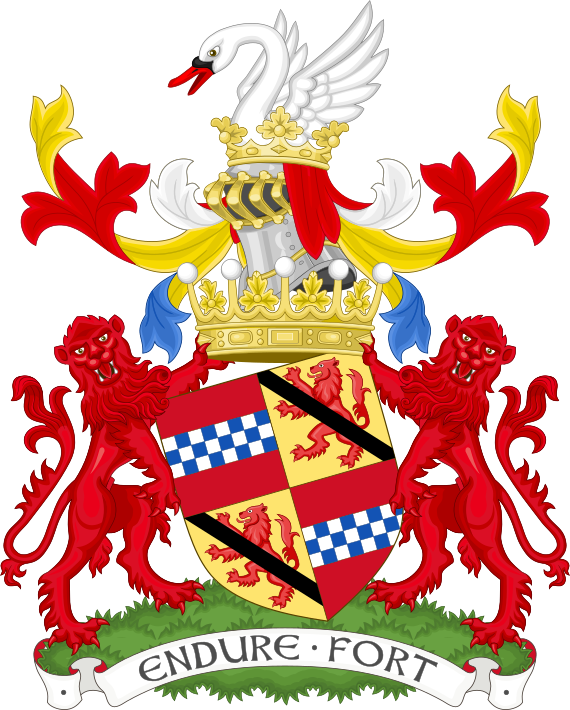
Wappen der Earls of Crawford

Robert Alexander Lindsay, 29. Earl of Crawford, KT, GCVO, PC (* 5. März 1927; † 18. März 2023 in Balcarres House) war ein britischer Peer, Politiker und Mitglied der Conservative Party. Er war erblicher Chief des Clan Lindsay.

## Leben
Er war der älteste Sohn von David Lindsay, 28. Earl of Crawford und dessen Frau Mary Katherine Cavendish. Er besuchte das Eton College und studierte dann am Trinity College der Universität Cambridge. Ab 1940, als sein Vater die Earlswürde erbte, führte er den Höflichkeitstitel Lord Balniel. Von 1945 bis 1949 diente er als Lieutenant bei den Grenadier Guards.
Lindsay war von 1955 bis Februar 1974 für den Wahlkreis Hertford und von Februar bis Oktober 1974 für den Wahlkreis Welwyn and Hatfield Abgeordneter im House of Commons. Am 24. Januar 1975 wurde er nach seiner langjährigen Parlamentstätigkeit als Baron Balniel, of Pitcorthie in the County of Fife, zum Life Peer erhoben und damit Mitglied des House of Lords. Beim Tod seines Vaters am 13. Dezember desselben Jahres erbte er dessen Adelstitel als 29. Earl of Crawford und 12. Earl of Balcarres, sowie weitere nachgeordnete Titel. Er nannte sich daraufhin gewöhnlich Earl of Crawford and Balcarres. Bis 2019, während der ranghöhere Titel Earl of Sutherland von einer Frau getragen wurde, war er als Earl of Crawford der rangerste Earl von Schottland.
Von 1975 bis 1988 war Lindsay als Director bei der National Westminster Bank tätig. Außerdem stand er verschiedenen staatlichen Organisationen, insbesondere im Bereich des Denkmalschutzes für Schottland, vor. Von 1980 bis 1985 war er First Commissioner (Vorsitzender) des Crown Estate, von 1992 bis zu deren Tod im Jahre 2002 Lord Chamberlain of the Household der Königinmutter. 1996 wurde er als Knight Companion in den Distelorden aufgenommen.
Ab dem 8. Mai 2013 war er von der mit seiner 1975 verliehenen Life Peerage verbundenen Mitgliedschaft im House of Lords freigestellt (Leave of Absence), vermutlich aus Altersgründen.
Er war verheiratet und hatte zwei Töchter und zwei Söhne, darunter sein Titelerbe Anthony Lindsay (* 1958), der ihm als 30. Earl of Crawford nachfolgte.